# Nami Miyahara
Nami Miyahara (宮原 永海?, Miyahara Nami; Tokyo, 24 gennaio 1978) è un'attrice, doppiatrice e cantante giapponese.
Quando ancora faceva le scuole medie, si trasferì con la sua famiglia in Austria dove frequentò una scuola internazionale e imparò la lingua inglese.

## Doppiaggio
- Digimon: The Golden Digimentals (Willis)
- Il club della magia! (Jurika Jinno)
- Mamotte Shugogetten (Shouko Yamanobe)
- Mushiking, il guardiano della foresta (Popo)
- Ojamajo Doremi (Momoko Asuka e Masaru Yada)
- St. Luminous Mission High School (Irina Goinov)
- Luna principessa argentata (YukkuTakku)
- PPG Z (Miyako Gotokuji)
- Casshern Sins (Lyuze e Janice)